# Acer fabri
Acer fabri är en kinesträdsväxtart som beskrevs av Henry Fletcher Hance. Acer fabri ingår i släktet lönnar, och familjen kinesträdsväxter.

## Underarter
Arten delas in i följande underarter:
- A. f. gracillimum
- A. f. rubrocarpum
- A. f. virescens